# Macrotarsipodes flammipes
Macrotarsipodes flammipes är en fjärilsart som beskrevs av George Francis Hampson 1910. Macrotarsipodes flammipes ingår i släktet Macrotarsipodes och familjen glasvingar. Inga underarter finns listade i Catalogue of Life.